# Club Esportiu Premià
Club Esportiu Premià es un club de fútbol español de la ciudad de Premiá de Mar en la provincia de Barcelona, España. Fundado en 1915, actualmente compite en la Segunda Catalana.

## Historia
El Club Esportiu Premià es una entidad deportiva decana de Cataluña. Fundado en 1915 con el nombre original de UE Premià, adoptando en 1921 el actual CE Premià. La época más brillante de la entidad comenzó en la segunda mitad de la década de los 80. En seis años, el club ascendió de la Segunda Categoría Territorial hasta la Segunda División B. En la temporada 1992-1993, se produjo el histórico ascenso a la 2.ª División B, con los carismáticos Ildefonso, Miguel Ángel, Felipe, Cristóbal y "Pata Negra" Serrano entre otros.
En julio de 2005 se estableció un acuerdo de colaboración con la multinacional japonesa Ricoh que ha terminado a finales de noviembre de 2008.
En julio de 2009, el CE Premià, en su asamblea informativa de socios y simpatizantes, anunció oficialmente el patrocinador principal -"TerminalA.Com"- que ofrecería apoyo económico.
En junio de 2010, se anunció que el CE Premià había perdido a su patrocinador principal, dados los problemas económicos de "TerminalA.Com", empresa que se ha acogido a la ley concursal.
El CE Premià, aunque había eludido el descenso directo, al quedar en la 17.ª posición en la temporada 2009/10, perdió la categoría y se convirtió en equipo de Primera catalana, por cuestión de ascensos y descensos compensados de Segunda B.
En julio de 2010, debido a problemas económicos, la UD Cassà de Tercera división, en asamblea de socios, votó a favor de descender a la Regional Preferente, para aliviar sus problemas. Debido a esto, se generó una plaza nueva en Tercera división Grupo V, que será recuperada por el CE Premià, permitiéndole así jugar en Tercera División en la temporada 2010/11.
En 2011, se informa de la reunión efectuada en el Centre Civic de Premià de Mar (Centro Cívico) con la presencia de socios del club se crea una Junta Gestora, compuesta por un Presidente, Vicepresidente, Secretario, Tesorero y 2 vocales, que gobernará temporalmente el club. Al poco tiempo José Antonio Alonso, vuelve a ser el presidente hasta marzo de 2019.
El presidente habló que la economía del club, que no pasaba por sus mejores momentos, de aplicar un plan de austeridad, haciendo las gestiones necesarias para que el club contara con el respaldo de la Federación Catalana de Fútbol.
La temporada 2011-12 CE Premià terminó en la posición 16, del Grupo I de Primera Catalana, provocando su descenso a Segunda Catalana.

## Palmarés
- 1 Campeonato de Tercera División: 1992-93
- 1 Torneo Históricos del Fútbol Catalán: 2006

## Temporadas
| - 1991-92: 3.ª División 4 puesto - 1992-93: 3.ª División 1 Campeón - 1993-94: 2.ª División B 16 puesto - 1994-95: 2.ª División B 20 puesto. Desciende - 1995-96: 3.ª División 6 puesto | - 1996-97: 3.ª División 8 puesto - 1997-98: 3.ª División 13 puesto - 1998-99: 3.ª División 2n puesto. Asciende - 1999-00: 2.ª División B 12 puesto - 2000-01: 2.ª División B 20 puesto. Desciende | - 2001-02: 3.ª División 15 puesto - 2002-03: 3.ª División 18 puesto - 2006-07: 3.ª División 16 puesto - 2007-08: 3.ª División 7 puesto - 2008-09: 3.ª División 6 puesto | - 2009-10: 3.ª División 17 puesto - 2010-11: 3.ª División 20 puesto. Desciende |

cod_primaria=1000118&codigo_club=1045 Ficha del Club Esportiu Premià en la Web oficial de la Federación Catalana de fútbol] |2=http://www.fcf.cat/pnfg/NPcd/NFG_VerClub?cod_primaria=1000118&codigo_club=1045 |bot=InternetArchiveBot }}
- Archivado el 18 de diciembre de 2020 en Wayback Machine.
- Clasificación y cuadro de resultados de la 2.ª Catalana, Grupo 2, Temporada 2014-15
- Web con escudos históricos del CE Premià
- Web del Club Esportiu Premià en Facebook (enlace roto disponible en Internet Archive; véase el historial, la primera versión y la última).